# شاپرک‌های خال‌چشمی
شاپرک‌های خال‌چشمی (نام علمی: Automeris) نام یک سرده از تیره شاپرکان چشم‌گربه‌ای است. تا سال ۱۹۹۶میلادی تعداد۱۲۴گونه از این سرده تاکنون به ثبت رسیده است.

## نگارخانه

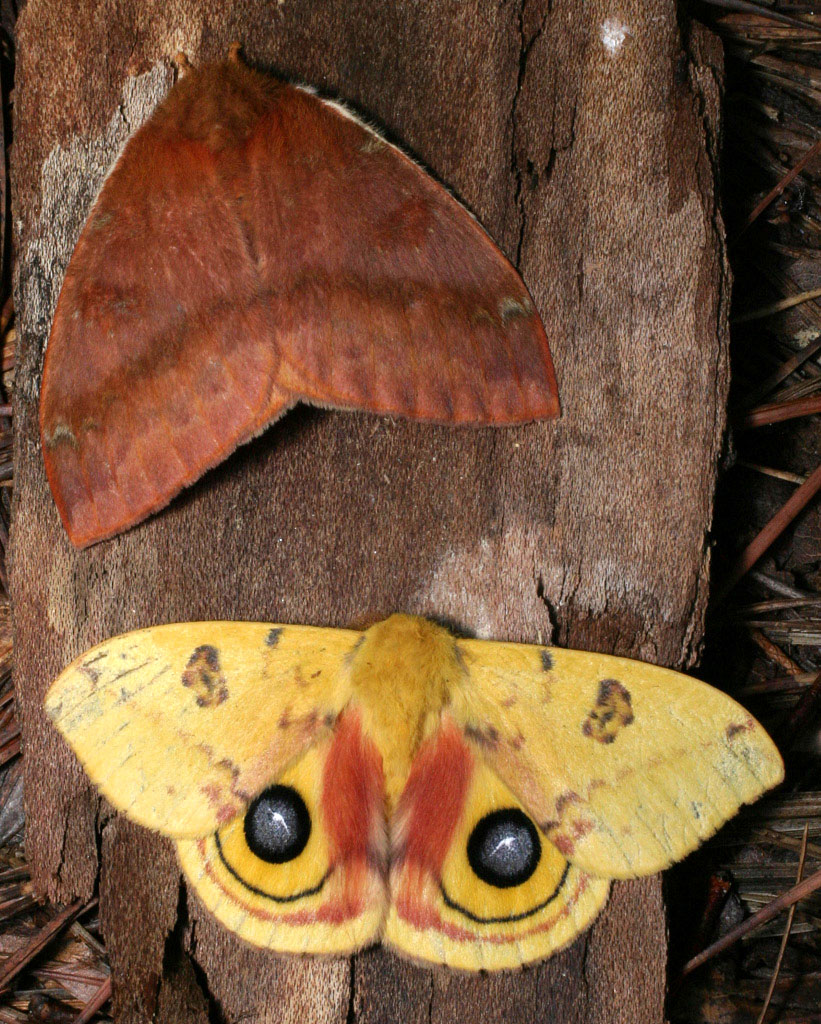
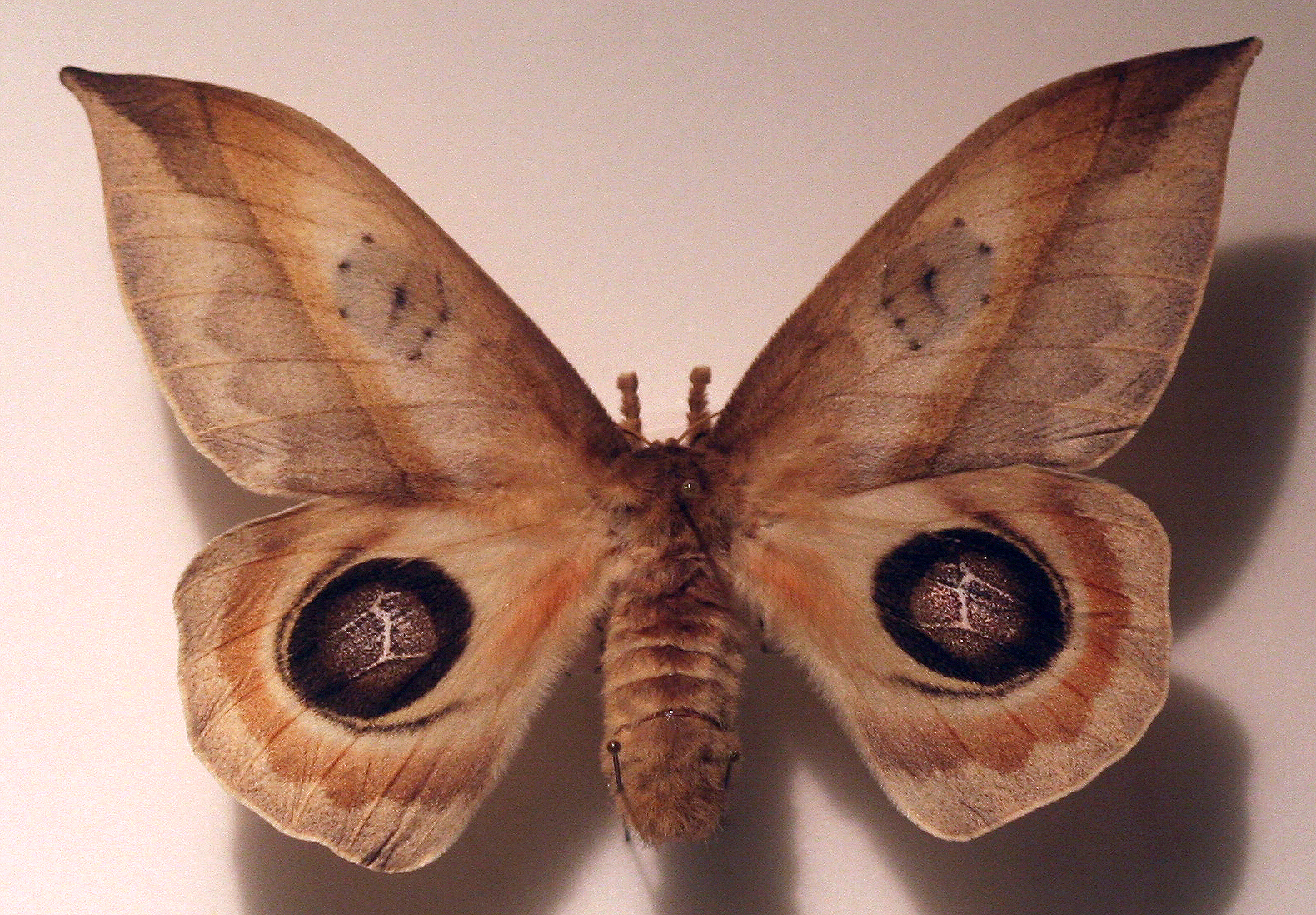
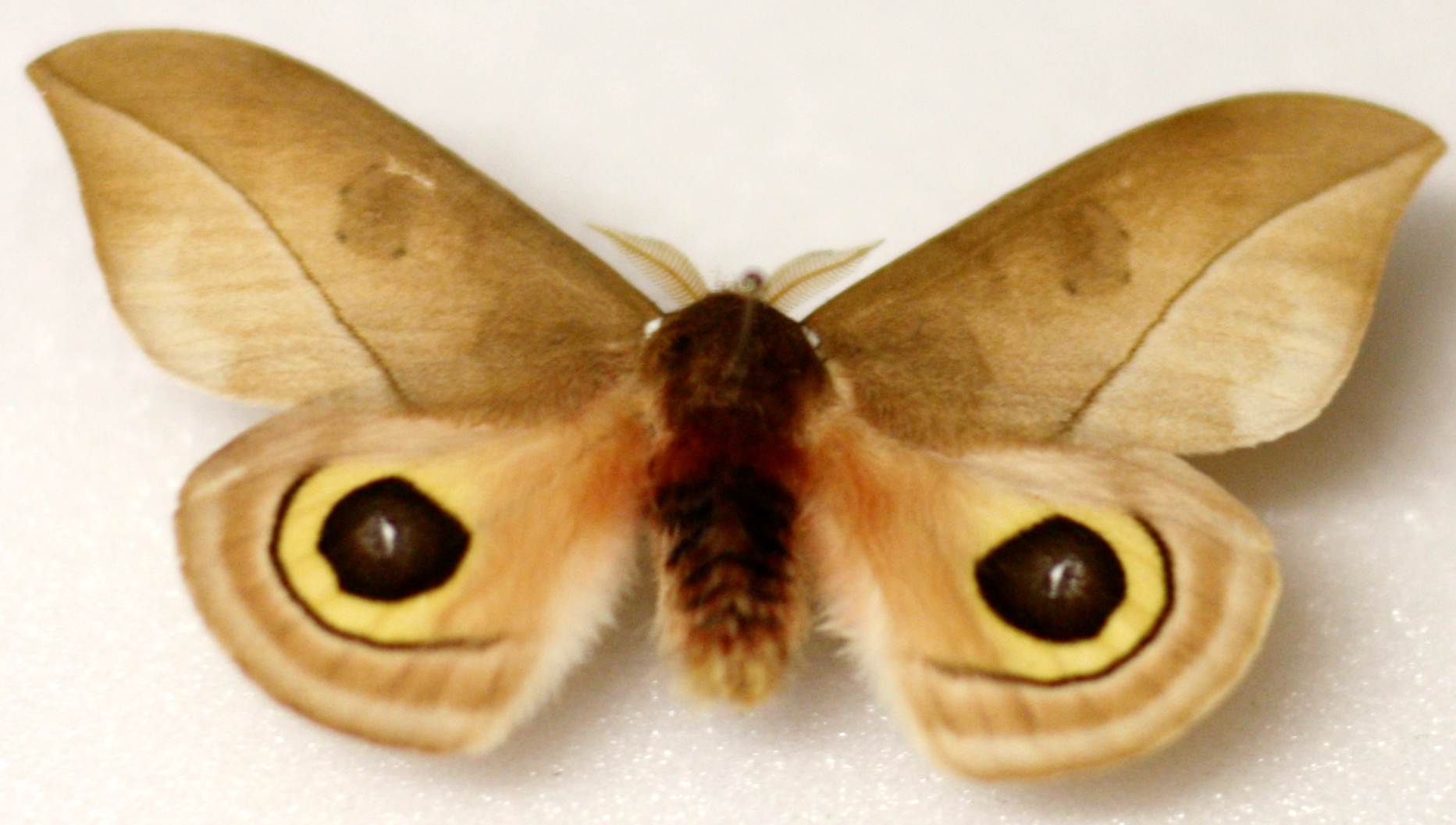
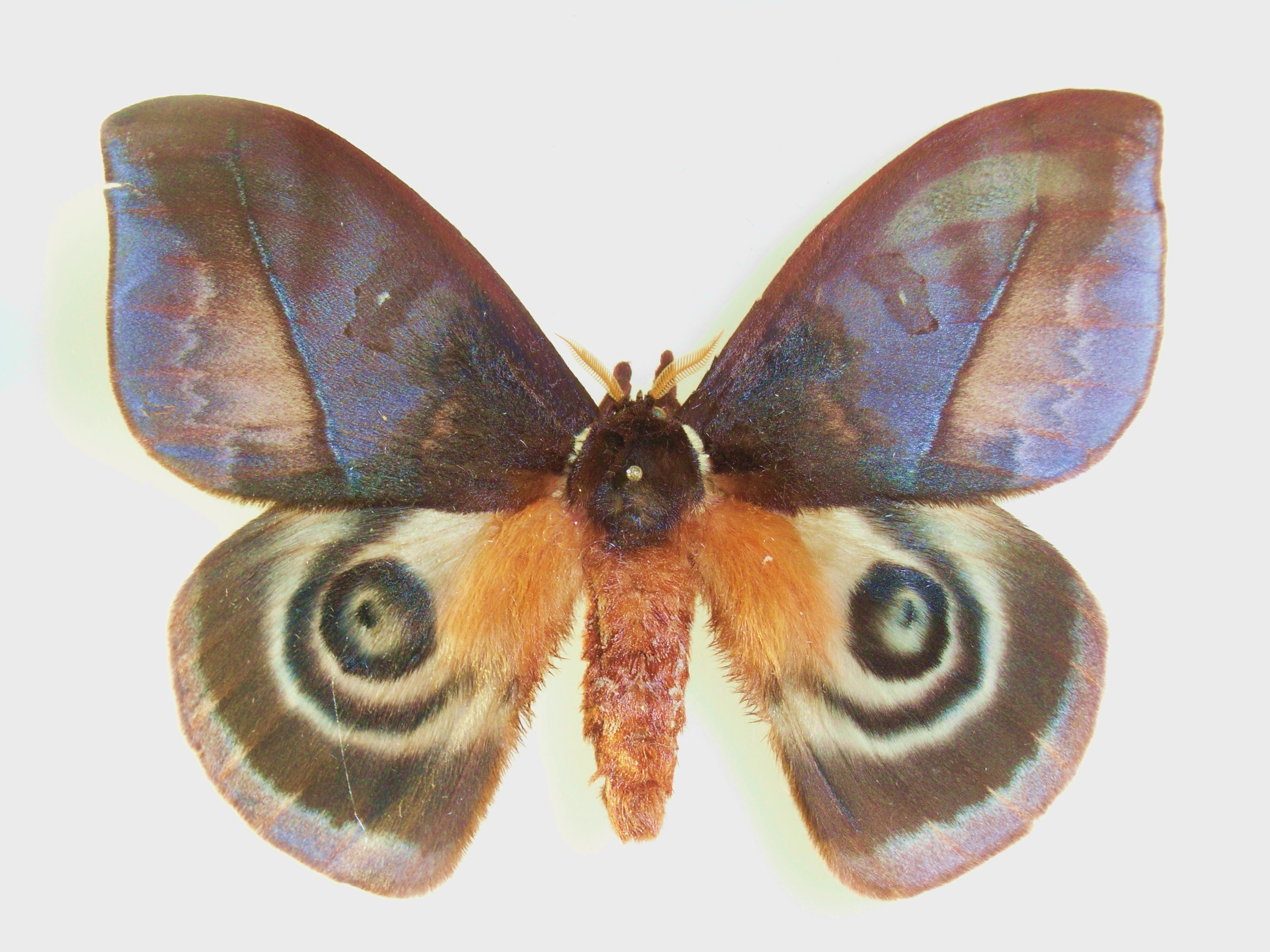
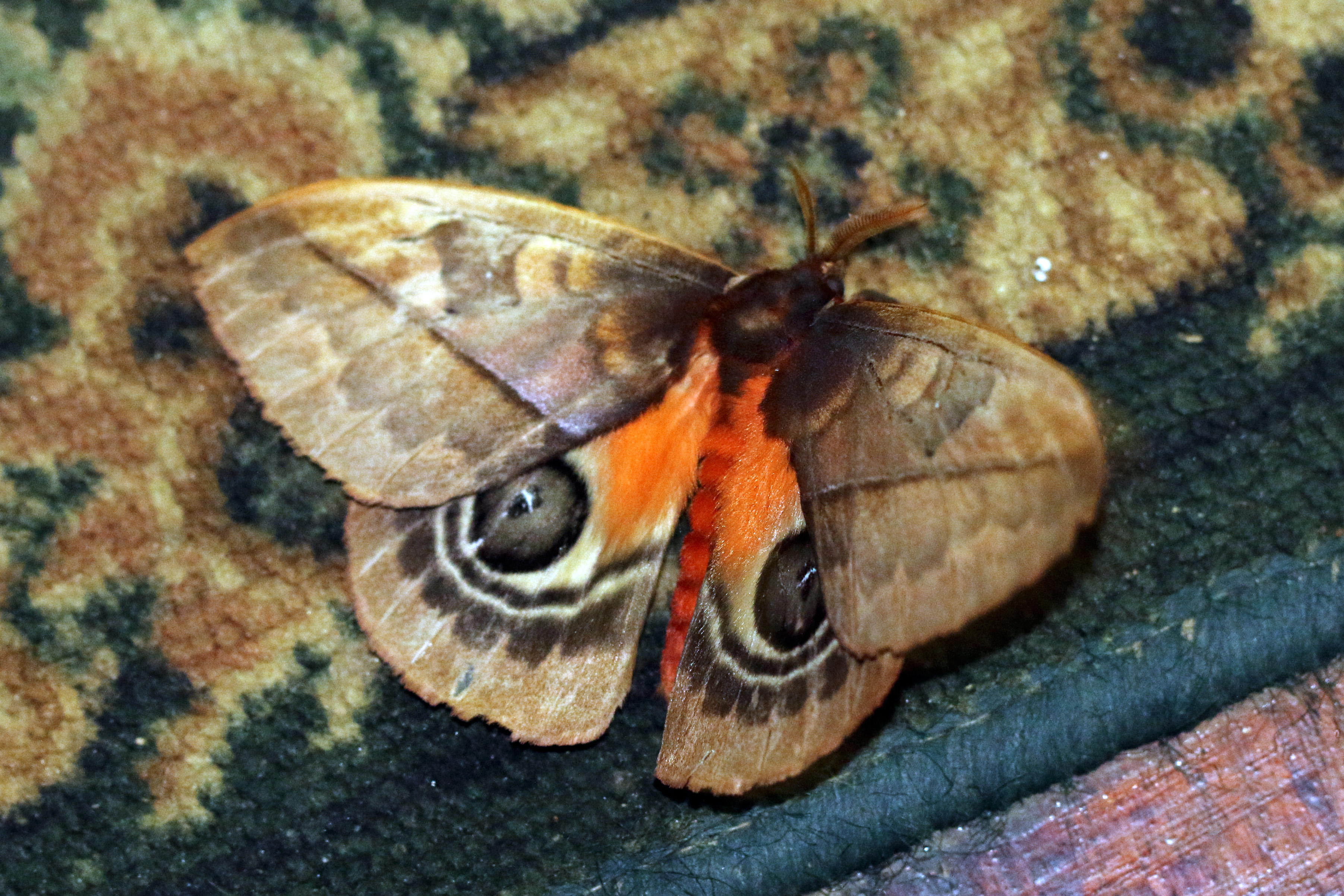